# Harald Edin
Ernst Harald Edin, född 26 mars 1885 i Piteå, död 7 juli 1941 i Stockholm, var en svensk jordbruksforskare. Han var bror till Karl Arvid Edin och morfar till Kajsa Öberg Lindsten.
Edin avlade mogenhetsexamen i Luleå 1902, bedrev lantbrukspraktik i Skåne och Östergötland 1904–1906 och blev student vid Uppsala universitet 1905. Han blev agronom vid Ultuna lantbruksinstitut 1908 och filosofie kandidat vid Uppsala universitet 1911. 1912 blev han assisten vid Centralanstalten för försöksväsendet på jordbruksområdets husdjursavdelning och därefter laborator där 1921–1933. Från 1933 och fram till sin död var Edin professor och föreståndare för Lantbrukshögskolans husdjursförsöksanstalt. Han företog även omfattande studieresor 1914 och 1925 i Tyskland, 1922–1923 i Danmark och Norge samt till USA, Kanada och Storbritannien 1923–1924 samt till Finland 1931. Bland hans forskningsinsatser märks särskilt försök med olika former av foderersättning till husdjur. Han utvecklade bland annat under första världskriget metoder för utfodring med cellulosa som användes under foderbristen i samband med andra världskriget. Edin experimenterade även med fiskmjöl som foderersättning.
Edin blev ledamot av Lantbruksakademien 1934 och riddare av Nordstjärneorden 1938. Han är begravd på Norra begravningsplatsen utanför Stockholm.